# Нове Село (Шепетівський район)
Нове́ Село́ — село в Україні, у Сахновецькій сільській громаді Шепетівського району Хмельницької області. Населення становить 945 осіб.

## Історія
У 1906 році село Новосільської волості Ізяславського повіту Волинської губернії. Відстань від повітового міста 23 верст. Дворів 315, мешканців 1788.
Колишній орган місцевого самоврядування — Новосільська сільська рада.

## Населення

### Мова
Розподіл населення за рідною мовою за даними перепису 2001 року:
| Мова            | Кількість | Відсоток |
| --------------- | --------- | -------- |
| українська      | 936       | 99.05 %  |
| російська       | 8         | 0.85 %   |
| інші/не вказали | 1         | 0.10 %   |
| Усього          | 945       | 100 %    |

## Відомі особистості
В поселенні народився:
- Омельчук Олег Миколайович (* 1976) — український правознавець, доктор юридичних наук.